# گیلت ادج (تنسی)
گیلت ادج(به انگلیسی: Gilt Edge) شهری در ایالت تنسی کشور ایالات متحده آمریکا است که جمعیت آن در سرشماری سال ۲۰۱۰ میلادی، ۴۷۷ نفر بوده‌است.